# Kavásila (ort i Grekland)
Kavásila är en ort i Grekland.   Den ligger i prefekturen Nomós Imathías och regionen Mellersta Makedonien, i den norra delen av landet, 300 km norr om huvudstaden Aten. Kavásila ligger 11 meter över havet och antalet invånare är 792.
Terrängen runt Kavásila är platt. Runt Kavásila är det ganska tätbefolkat, med 83 invånare per kvadratkilometer. Närmaste större samhälle är Véroia, 13,2 km sydväst om Kavásila. Trakten runt Kavásila består till största delen av jordbruksmark.